# 紐西蘭政府
紐西蘭政府（英語：Government of New Zealand）是在紐西蘭行使統治權的中央政府。與大多數議會民主制一樣，「政府」一詞主要是指行政部門。根據問責政府的原則，紐西蘭政府在得到國會的支持下運作。紐西蘭政府部長行使行政權力，並對眾議院負責。內閣由多名高級部長組成（通常為20名），並由總理領導。新西兰总理職位由能獲得眾議院多數議員的信任票的人擔任。總理和其他部長由紐西蘭總督（紐西蘭君主的代表）正式任命。按照慣例，總督會根據總理的建議任命部長。

## 術語
國會建築群的行政大樓因其外型而通常被稱為「蜂巢」。大樓設有政府辦公室，亦是內閣開會的地方，因此「蜂巢」一詞有時會被轉喻指紐西蘭政府。紐西蘭政府的官方網站的網址亦為beehive.govt.nz 。 

## 歷史

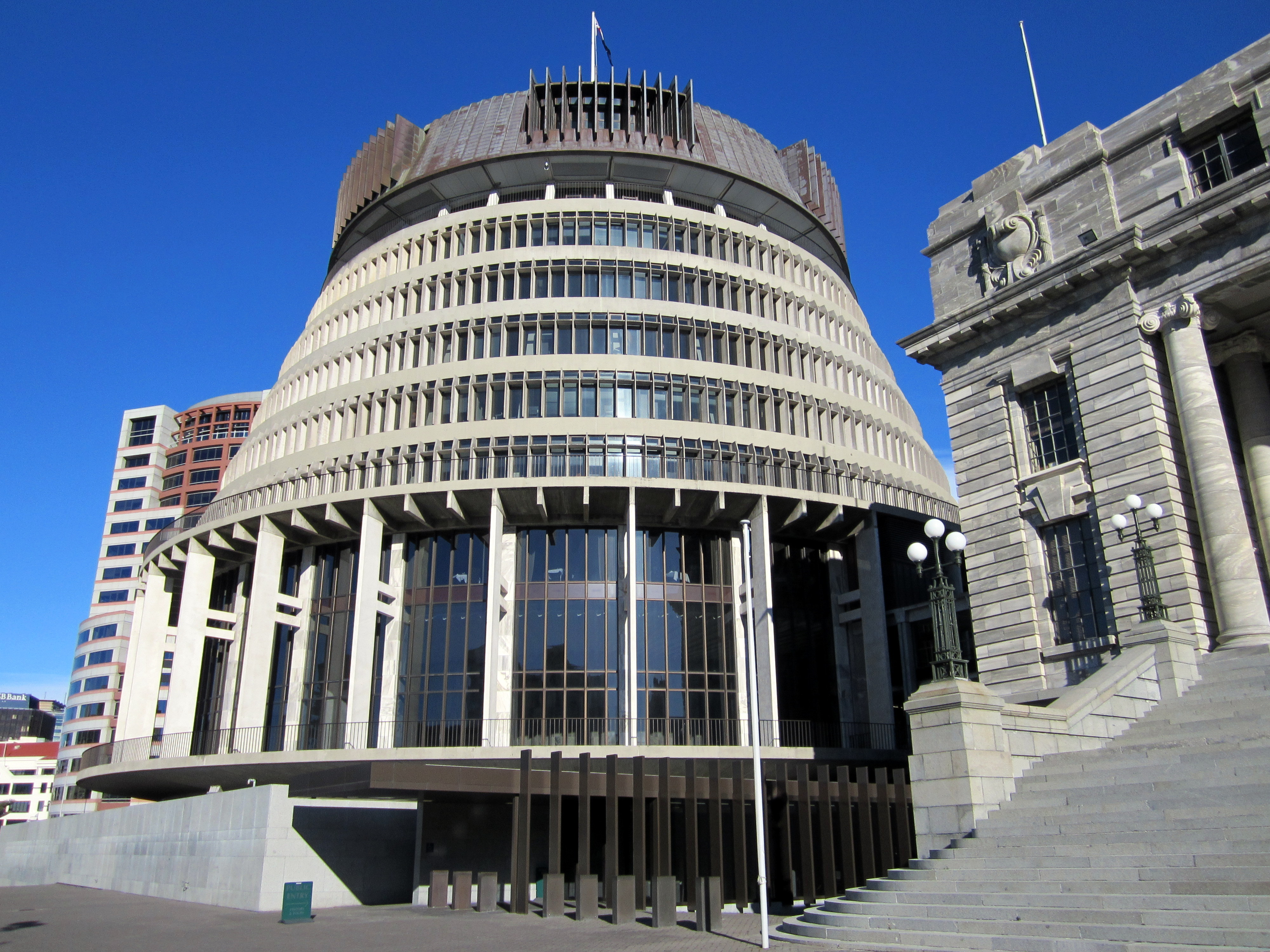
惠靈頓（Wellington）的蜂巢大廈是紐西蘭政府所在地（行政部门）

1852年，在《紐西蘭憲法法》通過後，紐西蘭被英國授予自治權。紐西蘭的中央政府和當時六個省的政府隨後成立。在哈里·阿特金森擔任總理期間，《1876年廢除省份法令》廢除了這些省，使中央政府直接管轄全國。
1856年的塞維爾政府是第一任問責政府，其對原住民政策以外的所有国内事务都有控制权。 在5月7日，亨利·塞維爾（Henry Sewell）被任命為「殖民地司」，被後世視為紐西蘭第一任總理。 直到1891年約翰·巴倫斯（John Ballance）成立自由黨及建立自由黨政府之後，才出現了按照政黨派系成立的政府。紐西蘭總理自此同時是執政黨的領袖。

## 政府與皇室

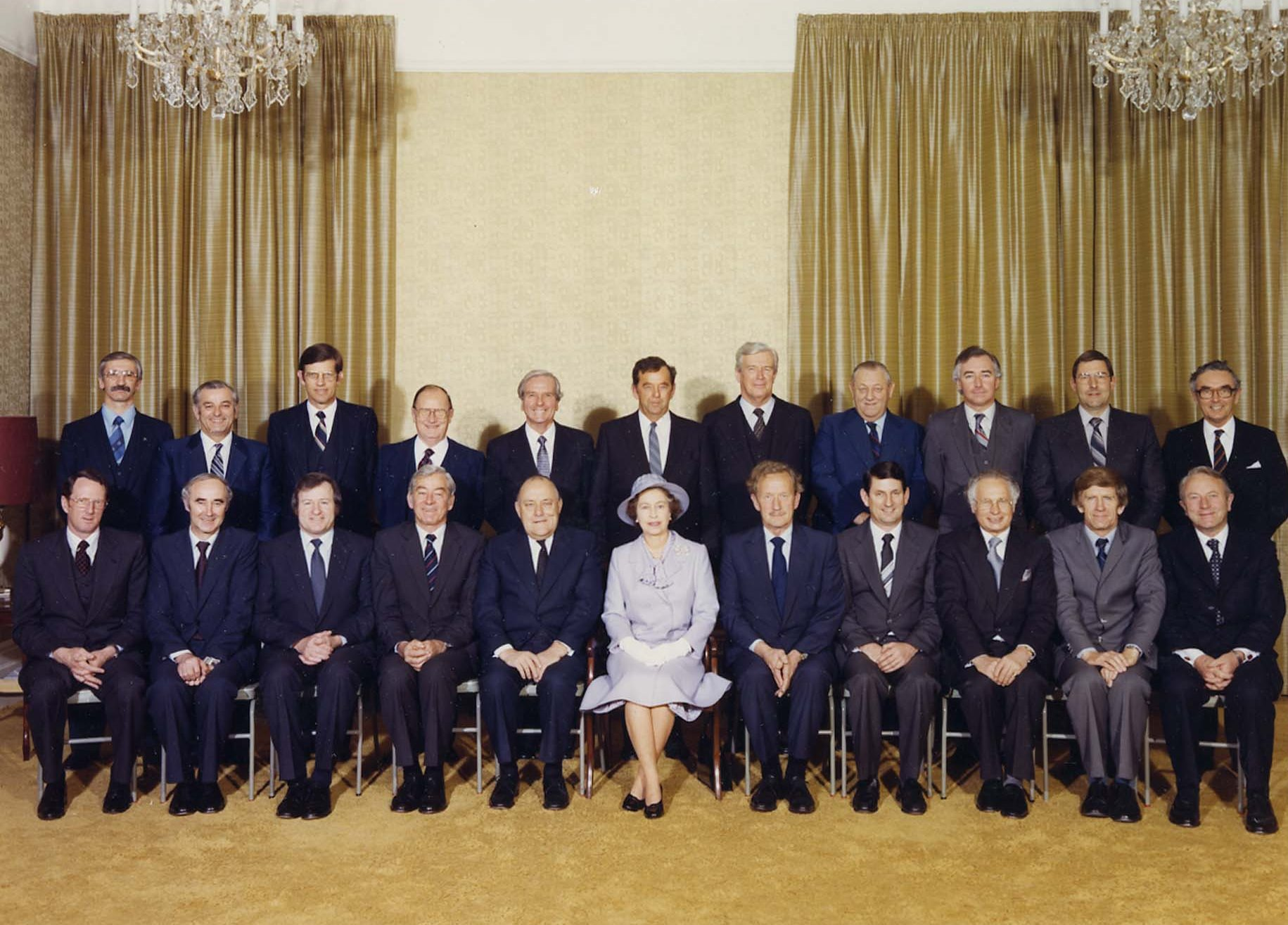
伊利沙伯二世和她的紐西蘭內閣，摄於1981年女王出巡該國期間

紐西蘭政府的正式稱號是國王陛下在紐西蘭的政府。 英王查爾斯三世是紐西蘭國家元首。基於英國《1689年權利法案》，紐西蘭確立了國會至上的原則。然而，《紐西蘭憲法》仍然將将君主描述為「主權者」。
紐西蘭仍然保有許多皇家特權。例如，法律的制定需要得到御准 (Royal Assent)；英王及其代表有權召集或解散國會以進行選舉，談判和批准條約，簽署國際協議，及宣戰等。
英王很少親自行使其行政權力。由於他通常不居住在紐西蘭，因此他會任命一位總督來代表她並行使她的大部分權力。擔任此職位的人由紐西蘭總理和其他部長選拔。總督沒有正式的任期限制。
按照君主立憲制的傳統規定，國王及其代表很少直接干預政治事務。 君主對總督的選擇依從總理的建議，總督則根據部長的建議行使國家的行政權力。

## 議會中的政府

行政部門與議會之間的關係。所有部長均是國會議員。

根據西敏制的慣例，問責政府向眾議院負責，而不是向君主。 政府必須維持眾議院對其的支持和信任，以通過政府預算及主要立法。  如果政府無法得到眾議院的信任，則必須辭職或舉行大選。 自1928年以來，沒有一屆政府在不信任動議投票中落敗，而因此不得不辭職。

## 政府部長
政府部長亦被稱為「王國政府部長」。他們負責制定和實施政策，以及向紐西蘭總督提供建議。

### 行政會議

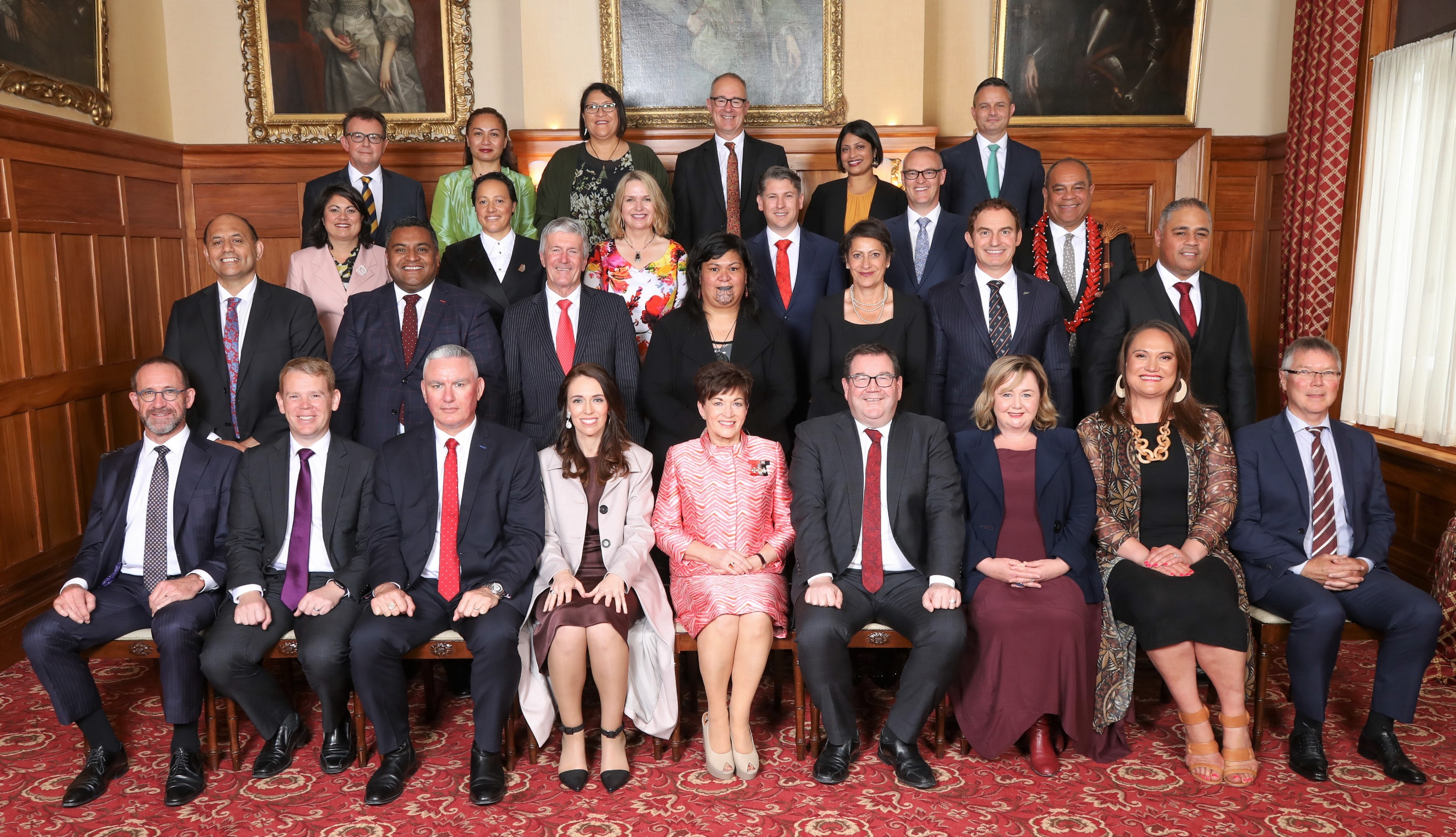
新六屆工黨政府部長，及總督帕特西·雷迪

所有政府部長都是行政會議成員，他們大部分終身享有「尊敬的」的前綴，而總理則終身享有「非常尊敬的」的前綴。雖然總督不是行政會議成員，但他通常負責主持行政會議。

### 內閣
內閣  是政府的高級決策機構。 總理負責主持內閣會議。總督會任命最有可能獲得眾議院信任以領導政府的人為總理。 
總理然後建議總督任命其他部長。傳統上，所有內閣成員集體對內閣採取的行動負責，即所有內閣部長必須公開支持內閣的決定。然而，自從在1993年引入聯立制（MMP）選舉制度以來，聯合政府內閣內的不同政黨可在某些問題上表達不一致的立場。
國會的立法議程由內閣決定。 在每個新的議會任期開始時，總督會代表紐西蘭君主在國會發表講話，概述政府的政策和立法建議。

## 部門和其他公共部門組織
紐西蘭的公共服務包括32個核心政府機構。它們由大約45,000名公務員組成，為政府提供建議並向公眾提供服務。自1980年代以來，公共服務已經市場化。每個部門均由一名首席執行官領導，首席執行官會就該部門的表現向政府部長負責。反過來，部長對所管理的部門的行為承擔最終責任，並對眾議院負責。

## 與地方政府的關係
民選地方政府主要分為兩個層級，即區域議會 (Regional councils) 和區域當局 (Territorial authorities)。中央政府負責處理與紐西蘭全國及其國民有關的問題，而地方政府則負責「使社區能夠執行民主的內部決策和行動」，並「滿足當前和未來的對本地基礎設施、公共服務及監管職能的需求」。

## 現屆紐西蘭政府
自2023年11月以來，現屆紐西蘭政府是國家黨政府，由總理克里斯托弗·盧克森領導。少數派政府與行動黨和優先黨有合作協議。

## 外部連結
- 官方网站
- Govt.nz （页面存档备份，存于）